# الئونورا والونه
الئونورا والونه (ایتالیایی: Eleonora Vallone؛ زادهٔ ۱ فوریهٔ ۱۹۵۵) یک هنرپیشه، مدل، و روزنامه‌نگار اهل ایتالیا است.
او در سال ۱۹۸۱ میلادی، مجری جشنواره موسیقی سانرمو بود.